# Crastes
Crastes ist eine französische Gemeinde mit 261 Einwohnern (Stand 1. Januar 2022) im Département Gers in der Region Okzitanien (vor 2016: Midi-Pyrénées). Die Gemeinde gehört zum Arrondissement Auch und zum Kanton Gascogne-Auscitaine.
Die Einwohner werden Crastois und Crastoises genannt.

## Geographie
Crastes liegt circa 14 Kilometer nordöstlich von Auch in dessen Einzugsbereich (Aire urbaine) in der historischen Provinz Armagnac.
Umgeben wird Crastes von den acht Nachbargemeinden:
| Tourrenquets Mirepoix | Puycasquier                                 | Augnax      |
| Montaut-les-Créneaux  | Kompassrose, die auf Nachbargemeinden zeigt | Saint-Sauvy |
|                       | Nougaroulet                                 | Ansan       |

### Gewässer
Crastes liegt im Einzugsgebiet des Flusses Garonne.
Die Auroue ist ein Nebenfluss der Garonne und entspringt in Crastes.
Die Aulouste, ein Nebenfluss des Gers, bewässert das Gebiet der Gemeinde zusammen mit ihren Nebenflüssen,
- dem Ruisseau d’en Baylies,
- dem Ruisseau d’en Sicard, zusammen mit seinen Nebenflüssen,
  - dem Ruisseau de Saint-Martin und
  - dem Ruisseau d’en Carrété mit seinen Nebenflüssen,
    - dem Ruisseau de Trouillère und
    - dem Ruisseau du Cloutas,
- dem Ruisseau d’en Passerieu,
- dem Ruisseau d’Entumeloup und
- dem Ruisseau de la Gangouille, zusammen mit seinem Nebenfluss,
  - dem Ruisseau de Monet.

Außerdem durchqueren Nebenflüsse des Arrats das Gemeindegebiet,
- der Ruisseau de Rozès,
- der Ruisseau du Courneron,
- der Ruisseau de Lucvielle und
- die Orbe zusammen mit ihrem Nebenfluss,
  - der Charlangue.[3]

## Geschichte
Im Jahre 1821 wurden die früheren Gemeinden Mons und Saint-Martin-Binagre eingegliedert.

## Einwohnerentwicklung
Mit der Eingemeindung von Mons und Saint-Martin-Binagre stieg die Einwohnerzahl in der ersten Hälfte des 19. Jahrhunderts auf einen Höchststand von 745. In der Folgezeit sank die Größe der Gemeinde bei zwischenzeitlichen Erholungsphasen bis zur Jahrtausendwende auf 205 Einwohner, bevor sich eine Wachstumsphase einstellte, die bis heute anhält.
| Jahr      | 1962 | 1968 | 1975 | 1982 | 1990 | 1999 | 2006 | 2011 | 2022 |
| --------- | ---- | ---- | ---- | ---- | ---- | ---- | ---- | ---- | ---- |
| Einwohner | 301  | 299  | 236  | 234  | 221  | 205  | 230  | 247  | 261  |

## Sehenswürdigkeiten
- Pfarrkirche Saint-Pierre
- Kapelle Saint-Joseph
- Kapelle Saint-Blaise im Weiler Mons
- Kapelle Saint-Barthélemy im Weiler Saint-Martin-Binagre

## Wirtschaft und Infrastruktur
Die Landwirtschaft ist einer der wichtigsten Wirtschaftsfaktoren der Gemeinde.
Crastes liegt in den Zonen AOC
- des Armagnacs (Armagnac, Bas-Armagnac, Haut-Armagnac, Armagnac-Ténarèze und Blanche Armagnac) und
- des Likörweins Floc de Gascogne.[6]

### Verkehr
Crastes ist über die Routes départementales 172, 175 und 256 erreichbar.

## Persönlichkeiten
Bernard Vavassori, geboren am 20. August 1947 in Crastes, ist Verfasser von Wörterbüchern der französischen Sprache, wie sie im Süden und Südwesten gesprochen wird.